# Turistično kulturno društvo Ivanjkovci
Turistično kulturno društvo Ivanjkovci je eno izmed večjih društev v občini Ormož. Ustanovljeno je bilo leta 1997 sprva kot Turistično društvo, prvi predsednik društva je bil Stanislav Žličar. Leta  2007 pa se je k Turističnemu društvo spojilo še Kulturno društvo. 
V društvu aktivno delujejo 4 sekcije: Dramska skupina, folklorna skupina, pevski zbor in ljudska godba.

## Zgodovina
Po pričevanju še danes živeče članice takratnega Prosvetnega društva, ki je bila leta 1947 prisotna na ustanovitvi, je bilo društvo razglašeno za ustanovljeno pred Vrazovo domačijo v Cerovcu (danes Cerovec Stanka Vraza). Ustanovitelja sta bila takrat svetinjski župnik Franc Vraz, Cerovčan in prvi predsednik društva. Ekipa takratnega društva so bili večino mladi Cerovčani.

## Odbori in komisije
- Upravni odbor  -  Tanja Vaupotič
- Nadzorni odbor in inventurna komisija  - Marjan Feguš

## Seznam predsednikov društva
Predsedniki Prosvetnega društva "Svoboda" (kasneje KD Ivanjkovci):
- Franc Vraz (1947)
- ? ( 1950s - 1970s)
- Franc Mlakar (1976 - 1993)
- Alojzija Rajh (1993 - ?)
- Mojca Cerovič (? - 2008)

Predsedniki Turističnega društva Ivanjkovci:
- Stanislav Žličar (1997 - 2005)
- Franc Polič (2005 - 2008)

Predsedniki Turistično kulturnega društva Ivanjkovci:
- Franc Polič (2008 - 9. marec 2009)
- Samo Simonič (9. marec 2009 - 16. marec 2013)
- Stanislav Polak (16. marec 2013 - 7. april 2017)
- Mihael Črešnjevec (7. april 2017 -  14. april 2023)
- Tanja Vaupotič (14. april 2023 -)

### Vinske kraljice in kralji
- Urška Lesjak Smej, VTC 15 (2013 - 2015)
- Mateja Šek, VTC 15 (2015 - 2017)
- Katja Kolarič (15. Avgust 2017 - 15. avgust 2019)
- Eva Leskovar (15. Avgust 2019 - 15. avgust 2022)
- Tilen Sedlak (15. avgust 2022 - 15. avgust 2024)

- Sandra Kumer (15. avgust 2024 - danes)

## Grb
Grb je leta 2005 ustvarila Heraldika. Uradno je to grb Svetinj in okolice ter se lahko uporablja v namene vseh društev v KS Ivanjkovci.